# Miltochrista askoldensis
Miltochrista askoldensis är en fjärilsart som beskrevs av Charles Oberthür 1880. Miltochrista askoldensis ingår i släktet Miltochrista och familjen björnspinnare. Inga underarter finns listade i Catalogue of Life.